# 도래인
도래인(일본어: 渡来人 とらいじん[*]) 또는 도왜인(渡倭人)은 주로 기원전부터 7세기까지 한반도와 중국 등지로부터 일본 열도로 이주한 집단을 뜻한다. 인류학적인 관점에서는 야요이 시대 이후 유라시아 대륙에서 도래한 사람들의 총칭으로 사용되는 경우가 많다.
조몬 시대 및 야요이 시대에도 일본에 도래한 사람들이 있었던 것으로 보이며, 헤이안 시대 이후에도 일본에 건너온 사람들이 있었지만, 역사상 특히 중요한 의미를 갖는 것은 4세기 말에서 7세기 후반에 이주한 도래인들이다. 다만 이들의 도래는 특정 시기에 집중하여 발생한 것이 아니라, 여러 차례에 걸쳐 유입된 것으로 여겨지며, 그 기원은 한반도, 중국 대륙, 만주, 시베리아, 중동 등 다양한 곳으로 추정된다。

## 역사
고대 일본 조몬 시대 말경, 약 2500년 전부터 한반도와 중국 등지에서 '도래인'들이 일본으로 건너온 것으로 여겨진다. 처음에는 모두 물길을 따라 일본으로 들어왔고(육로로의 길은 약 6천 년 전부터 존재했다.) 이러한 '도래'는 이른바 야요이 시대를 열게 했다. 한반도에서 자란 사람들 뿐만 아니라 2세기~7세기 사이에 일본에서 한반도로 이주했던 왜인이 다시 일본에 망명 또는 귀환한 경우에도 도래인으로 불렸다. 4세기 말에서 6세기에 걸치는 고훈 시대에는 야마토 왕권을 섬기는 기술자나 망명자로서 한반도 등에서 많은 사람들이 도래했다.
4세기 후반부터 5세기에 걸쳐 한반도에는 백제의 가야 평정과 고구려의 남진이라는 대규모의 정치 변동이 있었는데, 백제와 제휴하던 야마토 왕권은 백제의 가야 평정에 일조하여 백제를 통한 교역로를 확보할 수 있었으며 백제로부터 온 도래인의 숫자도 그만큼 늘어나게 되었다. 이들 도래인 가운데에는 오키미(大王)를 중심으로 야마토 왕권에서 중요한 위치를 차지했거나 문화 발전에 기여한 자들도 있었다. 이들은 새로운 토기 제조법이나 옷감 짜는 법 등 각종 선진 기술과 함께 국가 운영에 필요한 유학, 불교 등을 전해 주어, 야마토 왕권의 정치적·문화적 발전에 크게 기여하였다. 5세기 후반~6세기에 조선반도에서 이주한 기술을 가진 사람들을 《일본서기》에서는 '고도재기(古渡才伎)'에 대비하여 '금래재기(今来才伎)'라고 부른다. 거꾸로 일본에서 한반도로 건너 온 사례도 있는데, 지금의 광주와 전라남도 목포 등지에 분포하는 전방후원분은 야마토 왕권에 관련된 유적으로 알려져 현지에서 제작된 것으로 보이는 여러 유물들이 발굴되었다. 다만 무덤에 매장된 사람의 신원 등에 관해서는 여러 이설이 있다.

## 사례
야마토 왕권을 섬긴 한반도계 도래인으로는 하타씨(秦氏), 야마도노아야씨(東漢氏), 가와치노후미씨(西文氏)가 대표적이며, 다른 도래인 계열로는 구라베노무라노오미(鞍部村主)로서 소가노 우마코의 측근이었던 시바노 다쓰토(司馬達等), 구라베노 다쓰나(鞍部多須奈), 다카무코노 겐리(高向玄理), 미나부치노 쇼안(南淵請安), 간진(鑑真) 등이 있다. 또한 7세기 아스카 시대에는 한반도에서 백제의 멸망으로 망명 귀족들이 일본을 믿고 건너왔는데, 그 중에서도 백제의 마지막 왕이었던 의자왕의 왕자 선광(禪廣)은 지토 천황(持統天皇)으로부터 구다라노코니키시씨(百済王氏)라는 가바네(姓)를 받아, 백제계 씨족의 대표적인 존재가 되었다. 9세기 초에 편찬된 《신찬성씨록》에는 수도와 그 주변에 거주하는 유력한 성씨의 30%가 도래인이었다는 내용이 실릴 정도였다. 여기 수록된 1,182개 씨족 중 326개가 도래계 씨족으로 기록되었는데, 도래계 씨족의 출신지는 한(漢)이 163, 백제 104, 고구려 41, 신라 9, 임나 9였다.

## 여러 가설들
2009년 의학자이자 분자인류학자인 사키타니 미츠루(崎谷満)는 고대 한반도와 일본의 관계를 거부하고 새로운 일본인의 기원을 주장하면서 야요이인들을 한반도가 아닌 중국 남부 장강에서 기원했다고 주장하기도 했다.
한편 세키네 히데유키 가천대학교 교수는 부산 북구에 있는 한국폴리텍VII대학 부산캠퍼스에서 일본인의 기원은 도래인이며, 도래인은 고대 한국인이라고 주장했고, 현대 일본 학계가 그런 사실들을 의도적으로 축소·왜곡하고 있다고 비판한 바 있다.

## 같이 보기
- 하니하라 카즈로(1927~2004) - 일본의 자연 인류학자. '일본인의 성립'(日本人の成り立ち)이란 책에서 일본인 조상의 대부분이 한반도 도래인이라고 주장했다.[8]
- 야마토 민족
  - 야요이인
  - 조몬인
- 반도 일본어